# Perätsjärv
Perätsjärv (järv = See) ist ein natürlicher See in Kanepi im Kreis Põlva auf dem estnischen Festland. 2,1 Kilometer vom einen Hektar großen See entfernt liegt das Dorf Karste und 52,9 Kilometer entfernt liegt der 3555 km² große Peipussee (Peipsi-Pihkva järv).